# 생태학적 난민

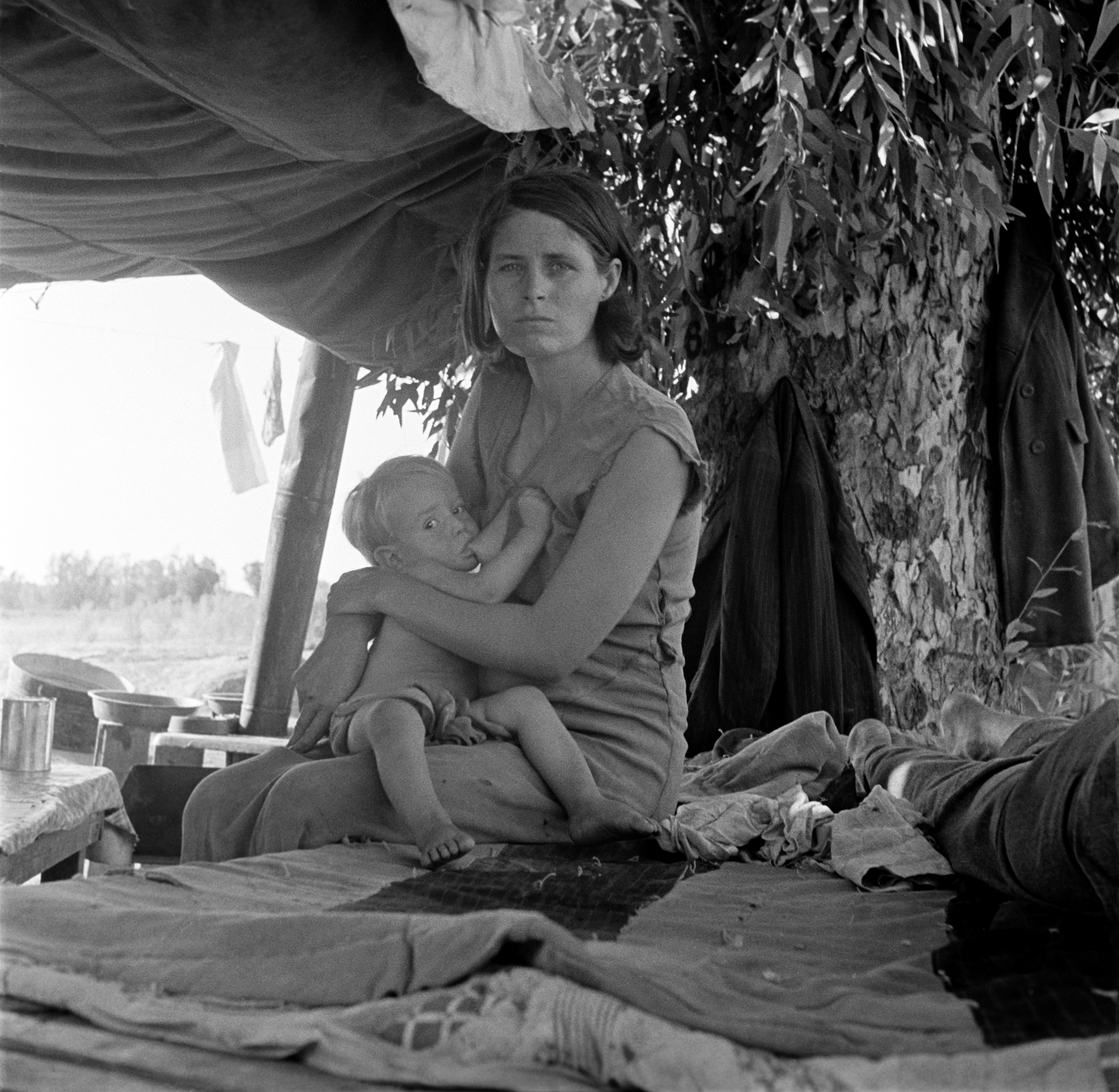
건조 특보로 인해 피신한 오클라호마 환경 난민, Blythe, California, 1936

생태학적 난민(영어: Environmental migrants) 또는 환경 난민은 기후 변화 등 환경 파괴의 원인으로 생존을 위협받아 본래있던 지역에서 이주한 사람들을 말한다. 이러한 원하지 않는 변화는 난민의 안전한 생계를 위태롭게 할 수 있다. 이러한 변화에는 가뭄, 사막화, 해수면 상승 및 계절별 날씨 패턴의 붕괴가 포함된다. 환경 난민은 자국의 다른 지역 혹은 다른 나라로 이주한다. 
온실가스로 인해 해수면이 1미터 상승할 경우 인구가 밀집된 저지대국가, 연안지역, 방글라데시, 중국, 몰디브 등에서 수백만 헥타아르의 토지가 상실되고 수 많은 환경 난민이 발생할 것이라고 에측되고 있다.

## 원인
전 세계적으로 급속히 진행되고 있는 삼림파괴, 급격한 인구증가로 인한 굶주림, 지구의 사막화, 가뭄·홍수·해일 등 자연현상과 인위적인 생태계 파괴 등 여러 가지 요인에 따라 생겨난다.

## 현황
2010년 기준 전세계 환경난민 약4,200만명, 2050년 약 10억명의 환경난민 발생 예상하고 있다.

## 국가별 상황

### 투발루
투발루는 향후 40년 이내 국토가 모두 없어질 위기와 만조의 발생으로 식수원 오염, 농경지 소멸로 인한 어려움을 겪고 있다.

2001년 호주의 이민 신청 거부로 2002년부터 뉴질랜드에서 매년 75명씩 이주를 허용하고 있다.
해수면의 상승으로 나라가 점점 잠기고 있고 일부 주민들이 뉴질랜드 등의 인근 국가로 이주하는 것을 보고 2001년 11월 투발루 정부가 국토 포기를 선언했다는 외신보도가 있었는데 이는 외국의 과학자들이 투발루의 해수면 상승으로 인한 위험성을 강조하기 위해 '투발루는 조만간 국토를 포기하고 다른 나라로 온 국민을 이주시키는 작업을 해야 할 것' 이라고 경고한 것이 와전된 것이며 일부 주민들이 인근 국가로 이주한 것은 교육과 경제적인 목적일 뿐이였다고 한다. 윌리 텔라비 총리는 "섬 대부분이 바닷물에 잠긴다고 해도 우리는 우리 땅을 떠나지 않을 겁니다. 그렇게 되지 않도록 막아야 합니다."라고 인터뷰를 통해 밝혔으며 주민들 역시 자신의 국가를 지킨채 투발루에서 계속 살아가고 있다. 다만 해수면 상승으로 인한 잦은 국토 침수 문제는 실제 빈번하게 일어나고 있으며, 해발고도가 매우 낮고 조금씩 가라앉고 있는 위기 상황이라는 점은 사실이며 학계에서는 대략 2060년쯤 되면 투발루의 거의 대부분 섬이 바다에 잠길 것으로 전망되고 있다. 현재 세계 환경 단체와 인권 단체에서 침몰하는 투발루를 돕자는 환경 운동을 벌이고 있다.

### 방글라데시
2007년 유엔 기후변화위원회(IPCC)의 리포트에 의하면 방글라데시에서 해수면 상승으로 오는 2050년까지 국토의 17%가 침수되고, 약 2,000만명의 환경 난민이 발생할 것이라고 경고하고 있다. 국토의 60%가 해발고도 5m아래에 위치하고 있어 기후 변화에 매우 취약한 난민들이 도시로 이주하여 하루 2000명씩 인구가 늘어나는 수도 다카에서는 1천 200만명 중 300만명이 환경 난민이다. 이러한 다카의 심각한 인구밀도, 도시 빈민가 확산으로 인한 사회적 문제가 확산되고 있다.

### 서아프리카 사헬 지역
아프리카의 사하라 사막이 1967년부터 남쪽의 사헬 지역으로 100km를 이동해 내려왔다. 사막의 남진으로 인한 가뭄으로 초원과 농토가 초토화되면서 약 20여 만 명의 사람들이 아사하고 수백만 마리의 가축이 굶어 죽었다. 이후 가뭄과 강우량의 40% 감소로 인해 수단 목초지에 아랍계 유목민의 진입을 막아 다르푸르 분쟁이 일어나 200여 만 명의 난민이 발생했다. 30년 이상 지속되는 가뭄에 일부 국가는 심각한 기근으로 국가적 재난 상황을 선포했으며 매년 영양실조로 사망하는 어린이의 비율이 35%에 달한다. 먹거리를 찾아 거주지를 떠나는 난민이 매년 70만 명 정도 발생한다.

### 몽골
지구온난화로 북극의 제트기류가 약해져 북극의 찬 공기가 그대로 유입되며 2010년에는 영하 55도 이하로 떨어지는 극심한 저온현상이 50일이나 발생하였고, 2016, 2017년에도 이와 비슷한 한파가 발생하였다. 이로 인해 유목민들의 가축들이 많이 폐사하여 가축들을 잃은 유목민들은 유목을 포기하기도 하였다.